# Robert Emmett Tansey
Robert Emmett Tansey, né le 28 juin 1897 à Brooklyn et mort le 17 juin 1951 à Los Angeles, est un acteur, réalisateur, scénariste et producteur américain,. Il est actif dans le milieu du cinéma entre les années 1920 et 1950.

## Biographie
Il est le fils de l'actrice américaine Emma Tansey (1870-1942), et le frère de John Tansey (1901-1971) et James Sheridan (1904-1961). Son père Harry Tansey, qui était aussi acteur, meurt à New York en 1910. Lors du recensement en 1920, Emma et ses trois garçons habitaient dans le New Jersey. À la fin des années 1920, ils déménagent en Californie, et John et Robert passent derrière la caméra, alors que Sheridan continue sa carrière d'acteur.
Robert  a été successivement ou simultanément acteur, scénariste, manager, assistant réalisateur, réalisateur et producteur. Il a utilisé une quinzaine de pseudonymes, dont Charles Anders, John Foster, Al Lane ou Frank Simpson. Il est crédité 86 fois en tant que scénariste, 50 fois en tant que réalisateur, 40 fois en tant que producteur, 35 fois en tant que manager, et 18 fois en tant qu'assistant réalisateur ou réalisateur de deuxième équipe.

## Filmographie
- 1927 : Riding to Fame (en)
- 1930 : Romance of the West
- 1931 : Riders of the Rio
- 1934 : The Way of the West (réalisateur, scénariste et producteur)
- 1934 : Badge of Honor
- 1934 : The Lone Rider (réalisateur et scénariste, sous le pseudonyme Al Lane)[5]
- 1935 : L'Élixir du docteur Carter (Paradise Canyon )
- 1935 : Courage of the North
- 1935 : Timber Terrors
- 1935 : La Frontière impitoyable (The New Frontier) (scénariste)
- 1935 : Les Loups du désert (Westward Ho) de Robert N. Bradbury
- 1936 : Song of the Gringo
- 1936 : Pinto Rustlers
- 1936 : Sur la piste d'Oregon (The Oregon Trail)
- 1937 : Where Trails Divide
- 1937 : Trouble in Texas
- 1937 : Riders of the Dawn
- 1938 : Gun Packer
- 1938 : The Painted Trail
- 1939 : The Man from Texas (scénariste)
- 1939 : Overland Mail
- 1939 : Across the Plains , producteur et scénariste[6]
- 1940 : Take Me Back to Oklahoma
- 1940 : The Golden Trail
- 1941 : Lone Star Law Men
- 1941 : Dynamite Canyon réalisteur, scénariste et producteur[7]
- 1941 : Silver Stallion
- 1941 : The Pioneers
- 1941 : The Driftin' Kid
- 1942 : Western Mail
- 1942 : Texas to Bataan
- 1942 : Trail Riders
- 1942 : Where Trails End
- 1943 : Two Fisted Justice
- 1943 : Blazing Guns (en)
- 1943 : Death Valley Rangers (en)
- 1944 : Harmony Trail (en)
- 1945 : Song of Old Wyoming
- 1946 : Romance of the West
- 1946 : The Caravan Trail
- 1946 : Colorado Serenade
- 1946 : Tumbleweed Trail
- 1946 : Driftin' River
- 1946 : Stars Over Texas
- 1946 : Wild West
- 1948 : The Enchanted Valley
- 1948 : Shaggy
- 1950 : Forbidden Jungle
- 1950 : The Fighting Stallion
- 1950 : Federal Man
- 1951 : Cattle Queen (réalisateur)[8]
- 1951 : Badman's Gold (en)